# المحكمة العليا في لويزيانا

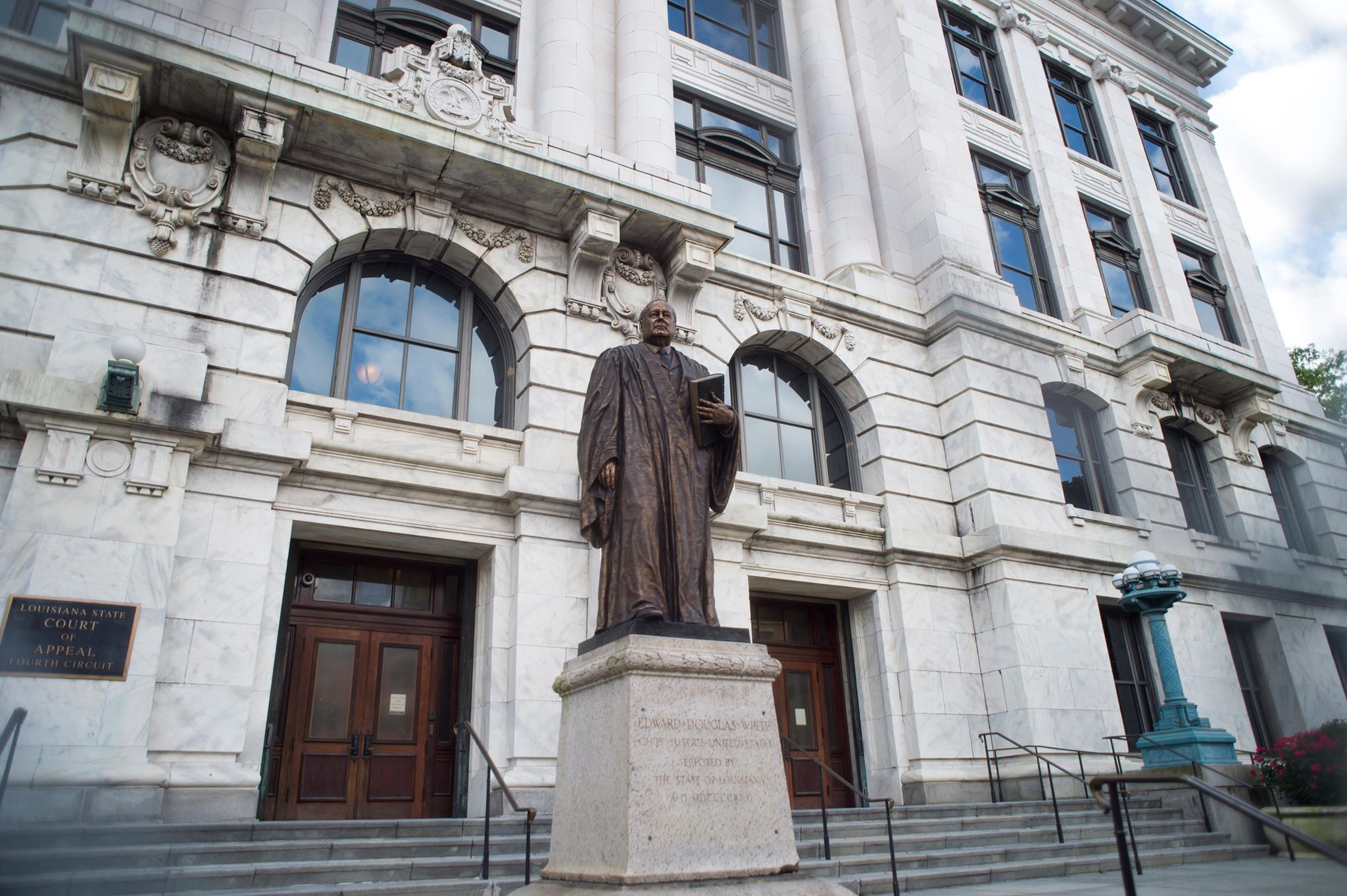
صورة لمبنى المحكمة العليا التقطت في مارس 2018، ويتواجد تمثال رئيس المحكمة العليا للولايات المتحدة إدوارد دوغلاس وايت في المقدمة

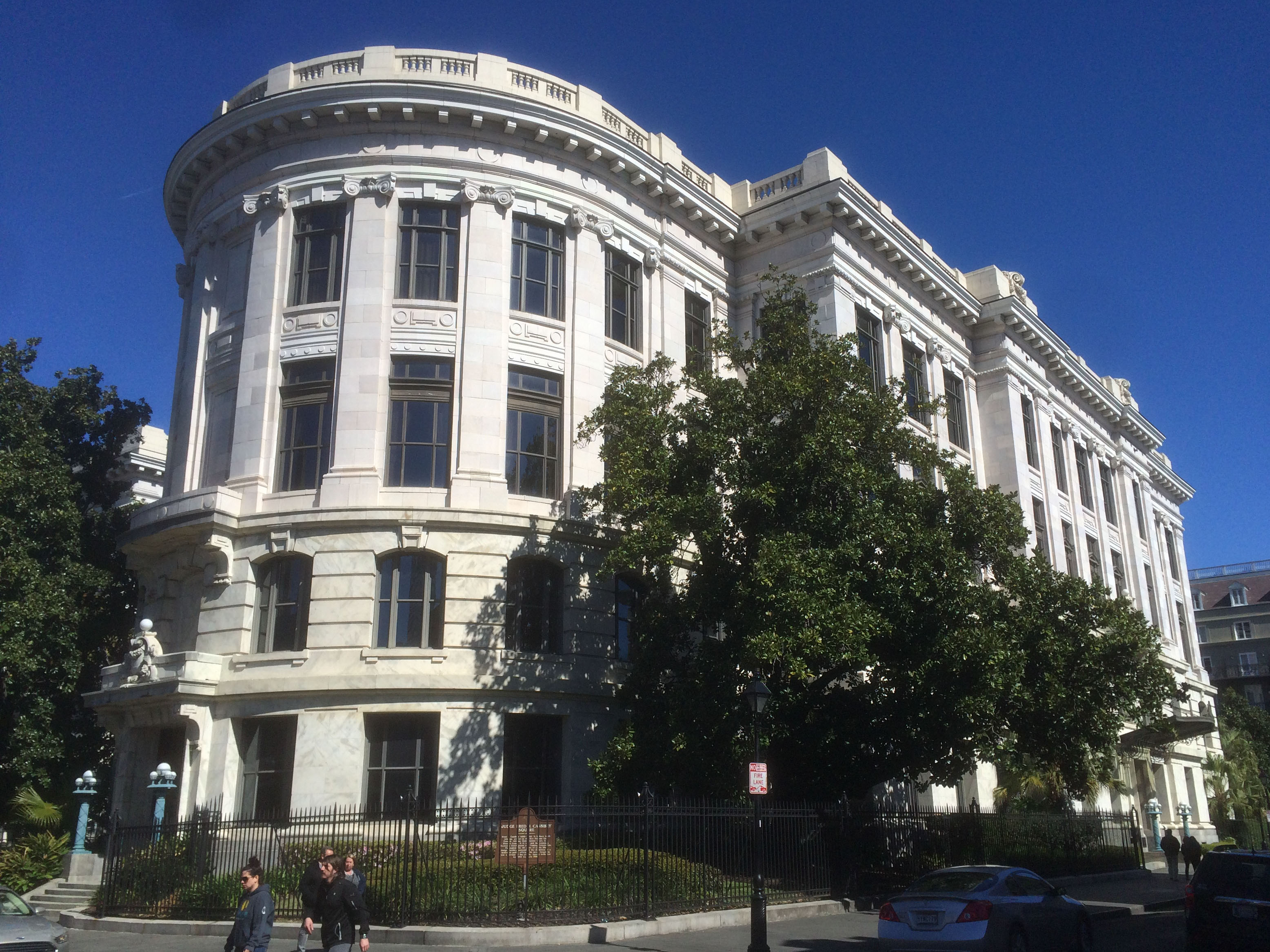
بعد تجديد دام 20 عامًا (وغياب لمدة 46 عامًا عن الحي الفرنسي)، عادت المحكمة في عام 2004 إلى مبنى محكمة الولاية عام 1910 في الحي الفرنسي في نيو أورليانز.

المحكمة العليا في لويزيانا ( (بالفرنسية: Cour suprême de Louisiane)‏ هي أعلى سلطة قضائية ومحكمة الملاذ الأخير في ولاية لويزيانا الأمريكية. تجتمع المحكمة العليا الحديثة، المؤلفة من سبعة قضاة، في الحي الفرنسي في نيو أورليانز.
تستند المحكمة العليا وقانون ولاية لويزيانا تاريخيًا إلى الحكومتين الاستعماريتين لفرنسا وإسبانيا خلال القرن الثامن عشر.

## مناطق المحكمة
تتكون المحكمة العليا في لويزيانا من سبع دوائر انتخابية، حيث تنتخب كل منطقة قاضيًا واحدًا. هذه المناطق هي:

### المنطقة الأولى
- جيفرسون (جزئية)
- اورليانز (جزئية)
- سانت هيلانة
- سانت تاماني
- تانغيباهوا
- واشنطن

### المنطقة الثانية
- ألين
- بيوريجارد
- بوسير
- كادو
- ديسوتو
- إيفانجلين
- ناتشيتوتشس
- ريد ريفر
- سابين
- فيرنون
- ويبستر

### المنطقة الثالثة
- أكاديا
- أفويليس
- كالكاسيو
- كاميرون
- جيفرسون ديفيس
- لافاييت
- سانت لاندري
- فيرمليون

### المنطقة الرابعة
- بينفيل
- كالدويل
- كاتاهولا
- كليبورن
- كونكورديا
- إيست كارول
- فرانكلين
- جرانت
- جاكسون
- لا سال
- لينكولن
- ماديسون
- مورهاوس
- أواتشيتا
- رابيدوس
- ريتشلاند
- تينساس
- يونيون
- ويست كارول
- وين

### المنطقة الخامس
- أسينشين
- إيست باتون روج
- إيست فيليسيانا
- ايبرفيل
- ليفينغستون
- بوانت كوبيه
- ويست باتون روج
- ويست فيليسيانا

### المنطقة السادسة
- اسمبشن
- ايبيريا
- جيفرسون (جزئية)
- لافورش
- بلاكيومين
- سانت برنارد
- سانت تشارلز
- سانت جيمس
- القديس يوحنا المعمدان
- سانت مارتن
- سانت ماري
- تيريبون

### المنطقة السابعة
- جيفرسون (جزئية)
- اورليانز (جزئية)

## الروابط الخارجية
- المحكمة العليا في لويزيانا على الإنترنت
- المحفوظات التاريخية للمحكمة العليا في لويزيانا (من مكتبة لويزيانا الرقمية)